# 인지 경제성 원리
신경과학 및 심리학 등에서 다루는 인지 경제성 원리(cognitive economic theory) 또는 인지 경제 모델(Cognitive economy model)은 인지 및 지각은 처리과정에서 사용되는 에너지(비용)와 이에따른 경제적 결과(효율)를 고려한다는 이론이다. 한편 경제학에서 다루는 경제이론(Economic Theory)과 인지과학(Cognitive Science)과의 융합을 의미하는 인지경제학(cognitive economics)과는 다르다.

## 선택적 노출
이 새로운 모델은 선택적 노출 이론(Selective exposure theory)의 동기 부여 및 인지 과정을 결합한다. 과거에는 동기 부여 관점에서 선택적 노출이 연구되었다. 예를 들어, 선택적 노출이 존재하는 이유는 사람들이 일관되지 않은 정보를 접하면서 느꼈던 인지 부조화의 수준을 낮추려는 동기를 느꼈기 때문이다. 그들은 또한 자신의 결정과 입장을 방어하려는 동기를 느꼈기 때문에 일관된 정보에만 노출함으로써 이 목표를 달성했다. 그러나 새로운 인지 경제 모델(Cognitive economy model)은 동기 부여 측면을 고려할뿐만 아니라 각 개인의 인지 과정에도 초점을 맞추고 있다. 예를 들어,이 모델은 사람들이 일관성있는 정보를 더 많이 저장하고 이를 기준점으로 사용하는 경향이 있기 때문에 일관성없는 정보의 품질을 객관적이고 공정하게 평가할 수 없다고 제안한다. 따라서 일관성없는 정보는 일관성있는 정보에 비해 더 중요한 시각으로 관찰되는 경우가 많다. 이 모델에 따르면 의사 결정 과정에서 경험하는 선택적 노출 수준은 사람들이 얼마만큼의 인지 에너지를 투자할 것인지에 따라 달라진다. 사람들이 재정 또는 자신의 결정에 대한 모든 증거를 평가하는 데 얼마나 많은 시간을 할애하는 지에 대해 주의하는 경향이 있는 것처럼 인지 에너지에서 이러한 동일한 방식으로 작동한다. 사람들은 이처럼 에너지를 사용하는 것을 중요하게 다룬다. 그들은 이것을 낭비하지 않도록 조심하는 경향이 있다. 따라서 이 모델은 선택적 노출이 별도의 단계에서 발생하지 않음을 시사한다. 오히려 이것은 개인의 특정 동기 행동과 인지 에너지 관리의 결합된 과정이다.

## 같이 보기
- 프로토타입 이론